# Portugalete (metropolitana di Bilbao)
Portugalete è una stazione della linea 2 della metropolitana di Bilbao.
Si trova lungo Maestro Zubeldia Kalea, nel comune di Portugalete.

## Storia
La stazione è stata inaugurata il 20 gennaio 2007 insieme alla stazione di Abatxolo.